# آنجلیکا بلا
آنجلیکا بلا (انگلیسی: Angelica Bella؛ زاده ۱۵ فوریهٔ ۱۹۶۸) یک بازیگر پورنوگرافی اهل مجارستان است.